# لويزمي كويزادا
لويس ميغيل "لويسمي" كويزادا سانشيز (من مواليد 11 فبراير 1996) هو لاعب كرة القدم محترف يلعب بمركز مدافع أو لاعب وسط في نادي نادي سيباو في دوري جمهورية الدومينيكان لكرة القدم. وُلد في إسبانيا لأب من جمهورية الدومينيكان، وهو يلعب مع منتخب جمهورية الدومينيكان لكرة القدم.

## المسيرة مع الأندية
وُلد في مدريد، وانضم كويزادا إلى أكاديمية ريال مدريد في عام 2006 بعد أن مثل نادي سان سباستيان دي لوس رييس وديبورتيفو سانتا آنا. في 18 يناير 2015، وبينما كان لا يزال في فئة الشباب، شارك لأول مرة مع الفريق الأول لـريال مدريد ج بدخوله بديلاً في آخر دقائق المباراة في خسارة 0–1 خارج أرضه ضد رايو ماخاداهوندا في الدرجة الثالثة.
في 17 يوليو 2015، بعد إتمام تدريبه، أُعير كويزادا إلى نادي أولوت في الدوري الإسباني الدرجة الثانية ب لمدة عام. وعاد بعد ذلك إلى نادي ريال مدريد كاستيا أيضًا في الدرجة الثالثة.
سجل كويزادا هدفه الأول مع الفريق الأول في 12 فبراير 2017، مسجلاً هدف التعادل في مباراة انتهت بفوز 2–1 على نادي فوينلابرادا. كما شارك لأول مرة مع الفريق الأول في 28 نوفمبر 2017، حيث حل بديلاً لأوسكار رودريغيز في التعادل 2–2 ضد نفس الفريق في كأس ملك إسبانيا 2017–18.
في 17 أغسطس 2018، أُعير كويزادا إلى نادي قرطبة في الدوري الإسباني الدرجة الثانية لموسم الدوري الإسباني الدرجة الثانية 2018–19. في 2 سبتمبر من العام التالي، وقع عقدًا دائمًا لمدة عامين مع فريق الدوري نفسه نادي قادش. في فبراير 2022، انضم كويزادا إلى نادي سركان ترمذ الأوزبكي، بعد أن اكتشفه المدرب الإسباني أنخيل لوبيز بيريز. في 8 يناير 2023، وقع كويزادا رسميًا مع نادي توكوشيما فورتيس في الدوري الياباني الدرجة الثانية للموسم 2023.
في 14 فبراير 2024، وخلال مؤتمر صحفي مباشر في استاد سيباو ‏، وقع كويزادا رسميًا مع نادي سيباو لموسم 2024.

## إحصائيات المسيرة
آخر تحديث المباراة التي لعبت في 28 سبتمبر 2023.
| النادي             | الموسم        | الدوري                              | الدوري    | الدوري  | كأس محلية | كأس محلية | المجموع   | المجموع |
| النادي             | الموسم        | القسم                               | المباريات | الأهداف | المباريات | الأهداف   | المباريات | الأهداف |
| ------------------ | ------------- | ----------------------------------- | --------- | ------- | --------- | --------- | --------- | ------- |
| نادي أولوت (إعارة) | 2015–16       | الدوري الإسباني الدرجة الثانية ب    | 34        | 0       | 0         | 0         | 34        | 0       |
| ريال مدريد كاستيا  | 2016–17       | الإسباني الدرجة الثانية ب           | 25        | 4       | —         | —         | 25        | 4       |
| ريال مدريد كاستيا  | 2017–18       | الإسباني الدرجة الثانية ب           | 36        | 6       | —         | —         | 36        | 6       |
| ريال مدريد كاستيا  | المجموع       | المجموع                             | 61        | 10      | 0         | 0         | 61        | 10      |
| ريال مدريد         | 2017–18       | الدوري الإسباني                     | 0         | 0       | 1         | 0         | 1         | 0       |
| نادي قرطبة (إعارة) | 2018–19       | الدوري الإسباني الدرجة الثانية      | 14        | 0       | 2         | 0         | 16        | 0       |
| نادي قادش          | 2019–20       | الإسباني الدرجة الثانية             | 4         | 0       | 2         | 0         | 6         | 0       |
| سركان ترمذ         | 2022          | الدوري الأوزبكي                     | 17        | 1       | 3         | 0         | 20        | 1       |
| توكوشيما فورتيس    | 2023          | الدوري الياباني الدرجة الثانية      | 10        | 0       | 0         | 0         | 10        | 0       |
| سيبو               | 2024          | دوري جمهورية الدومينيكان لكرة القدم | 24        | 3       | 2         | 0         | 26        | 3       |
| المجموع الكلي      | المجموع الكلي | المجموع الكلي                       | 164       | 14      | 10        | 0         | 174       | 14      |

## المسيرة الدولية
في 9 أكتوبر 2015، لعب كيزادا كامل الشوط الثاني في هزيمة منتخب جمهورية الدومينيكان 0–6 ضد منتخب البرازيل تحت 23 في مباراة ودية غير معترف بها من الفيفا.

## روابط خارجية
- لويزمي كويزادا على موقع رابطة كرة القدم اليابانية للمحترفين (اليابانية)
- لويزمي كويزادا على موقع قاعدة بيانات كرة القدم.إي يو (الإنجليزية)
- لويزمي كويزادا على موقع ناشيونال فوتبول تيمز (الإنجليزية)
- لويزمي كويزادا على موقع Soccerway.com (الإنجليزية)
- لويزمي كويزادا على موقع عالم كرة القدم.نت (الإنجليزية)